# Not Gonna Get Us
«Not Gonna Get Us» ( “Нас Не Догонят”) es el segundo sencillo de t.A.T.u. del álbum en inglés 200 km/h in the Wrong Lane y fue lanzado en la primera mitad del 2003. Es la versión en inglés de "Нас Не Догонят" (Nas Ne Dagoniat). Este tema fue presentado en la entrega de los MTV Movie Awards de 2003 con una importante puesta en escena. Llegó a ingresar en los Top 10 de la mayoría de las listas del mundo. En Australia obtuvo el galardón de sencillo de Oro por las ventas.

## Videoclip
El video musical fue producido por Iván Shapoválov y tiene la misma atmósfera que en la versión rusa, solo que en las posiciones vocales varía por la fonética, pero el resto es totalmente lo mismo. Fue grabado en las rutas de Siberia, el cual muestra a Lena y Yulia conduciendo un camión a alta velocidad en un ambiente frío, huyendo de algo o alguien. En el videoclip ignoran un cartel que dice "Объезд" (desvío), aparecen fotos viejas de Yulia y Lena (familiares, escolares) y atropellan a un hombre que está trabajando en el borde de la carretera.
En el video, se puede observar en el min 3:18 cómo el camión que conducen las chicas atropella a unas siluetas de tamaño real de ellas mismas, significando tal vez que borraron esa vida falsa que llevaban y al fin pudieron ser libres.

## Lista de pistas

### Europa
Maxi CD-sencillo - 5 de mayo de 2003
1. «Not Gonna Get Us» (Radio Versión)
2. «Not Gonna Get Us» (Dave Aude's Extension 119 Vocal Edit)
3. «All The Things She Said» (DJ Monk After Skool Special)
4. «All The Things She Said» (Blackpulke Remix)
5. «Not Gonna Get Us» (Video)

### Reino Unido
Maxi CD-sencillo - 19 de mayo de 2003
1. «Not Gonna Get Us (Radio Version)
2. «Ne Ver, Ne Boysia, Ne Prosi (Eurovision 2003 Version)
3. «All the Things She Said (Running and Spinning Mix by Guena LG & RLS)
4. «Not Gonna Get Us (Video)

### Japón
CD-sencillo - 11 de junio de 2003
1. Not Gonna Get Us» (Radio Version)
2. Not Gonna Get Us» (Dave Audes Extension 119 Vocal Edit)
3. All the Things She Said» (TV Track - Karaoke Version)
4. Not Gonna Get Us» (Video)

### Estados Unidos y Canadá
CD-sencillo
1. «Not Gonna Get Us» (Dave Aude's Extension 119 Club Vocal Mix)
2. «Not Gonna Get Us» (Dave Aude's Extension 119 Vocal Edit Mix)
3. «Not Gonna Get Us» (Larry Tee Electroclash Mix)
4. «Not Gonna Get Us» (Richard Morel's Pink Noise Dub Mix)
5. «Not Gonna Get Us» (Richard Morel's Pink Noise Vocal Mix)
6. «Not Gonna Get Us» (Richard Morel's Pink Noise Vocal Edit Mix)
7. «Not Gonna Get Us» (Dave Aude's Velvet Dub Mix)
8. «Not Gonna Get Us» (Dave Aude's Extension 119 Club Dub Mix)

## Ventas
| Galardón | País/Ventas      |
| -------- | ---------------- |
| -        | Japón 7300       |
| Gold     | Australia 35 000 |

## Posicionamiento en Lista

### Semanal
| Chart (2002–2003)                             | Peak position |
| --------------------------------------------- | ------------- |
| Australia (ARIA)                              | 11            |
| Austria (Ö3 Austria Top 40)                   | 5             |
| Bélgica (Flandes) (Ultratop 50)               | 12            |
| Bélgica (Valonia) (Ultratop 50)               | 10            |
| Chile (Notimex)                               | 5             |
| Costa Rica (Notimex)                          | 5             |
| República Checa (IFPI) "Nas Ne Dogonyat"      | 7             |
| Europa (Eurochart Hot 100)                    | 13            |
| Finlandia (OFC)                               | 3             |
| Francia (SNEP)                                | 18            |
| Alemania (Offizielle Deutsche Charts)         | 15            |
| Grecia (IFPI)                                 | 3             |
| Hungría (Rádiós Top 40)                       | 25            |
| Irlanda (IRMA)                                | 10            |
| Italia (FIMI)                                 | 4             |
| Países Bajos (Dutch Top 40)                   | 12            |
| Países Bajos (Mega Single Top 100)            | 11            |
| Nueva Zelanda (Recorded Music NZ)             | 25            |
| Noruega (VG-lista)                            | 12            |
| Rumania (Romanian Top 100)                    | 1             |
| Escocia (Scottish Singles Sales Chart)        | 8             |
| España (Top 100 Canciones)                    | 12            |
| Suecia (Sverigetopplistan)                    | 9             |
| Suiza (Schweizer Hitparade)                   | 18            |
| Reino Unido (Official Charts Company)         | 7             |
| Estados Unidos (Hot Dance Club Songs) Remixes | 1             |
| Estados Unidos (Mainstream Top 40)            | 35            |